# La donna cannone (Lorenzo Fragola)
La donna cannone è un singolo del cantante italiano Lorenzo Fragola, pubblicato il 10 febbraio 2016 come secondo estratto dal secondo album in studio Zero Gravity.

## Descrizione
Si tratta di una reinterpretazione dell'omonimo brano inciso nel 1983 dal cantautore italiano Francesco De Gregori ed è stata presentata per la prima volta dal vivo da Fragola durante la terza serata del Festival di Sanremo 2016 dedicata alle cover.

## Tracce
1. La donna cannone – 3:48